# Alexia Chartereau
Alexia Chartereau Chery (Le Mans, 5 settembre 1998) è una cestista francese.

## Carriera
Con la Francia ha disputato i Giochi olimpici di Tokyo 2020, due Campionati mondiali (2018, 2022) e tre edizioni dei Campionati europei (2017, 2019, 2021).